# Estação O'Donnell
O'Donnell é uma estação da Linha 6 do Metro de Madrid.

## História
A estação foi inaugurada em 11 de outubro de 1979, juntamente com o resto das estações do trecho entre Pacífico - Cuatro Caminos.